# 영국의 병역 제도
영국의 병역 제도는 1960년 이후 일반인은 모병제로, 영국 왕실은 징병제(왕족은 남녀불문하고 장교 의무복무제도가 있다. 엘리자베스 여왕도 2차대전 당시 수송장교로 복무한 경력이 있으며, 앤 공주도 여왕의 권유에 따라 현재 영국 육군 대령이고, 샬럿 공주도 여왕처럼 성인이 되면 여군 장교로 입대해야하며, 왕실 여성도 여군 장교로 입대해야한다. 이는 영국 왕실의 내부 규칙에 따른다.)로 운용되고 있으며, 영국 역사에서 그레이트브리튼 아일랜드 연합왕국이 성립된 이후에 두 기간 동안 징병제가 존재했다. 첫 번째는 1916년부터 1920년까지, 두 번째는 1939년부터 1960년까지였으며, 마지막으로 징병제에 의해 입대한 병사들은 1963년에 전역했다. 1916년부터 1920년까지 "병역복무(Military service)"로, 1939년부터 1960년까지 "국민복무(National service)"로 지정되었다. 그러나 1939년부터 1948년 사이에 영국 국민보험(en:National Insurance)과 영국의 연금(en:Pensions in the United Kingdom) 조항과 관련된 서류에서는 종종 "전쟁복무(War service)"로 언급되었다.

## 역사(1910년대 ~ 1960년대)

### 제1차 세계대전 시기의 징병제
제1차 세계대전 중 징병제는 영국 정부가 1916년 1월 병역법(en:Military Service Act 1916)을 통과시키면서 시작됐다. 이 법은 18세에서 40세 사이의 독신 남성들이 자녀가 있는 미망인이거나 성직자인 경우가 아니면 병역에 소집되기 쉽다고 명시했다. 국가의 중요, 가정고민, 건강, 양심적 병역거부를 이유로 면책 청구에 대해 판결하는 재판제도가 있었다. 그 법은 전쟁이 끝나기 전에 몇 가지 변화를 거쳤다. 비록 1916년 5월에 개정되었지만, 기혼 남성은 원래 법에서 면제되었다. 나이 제한도 결국 51세로 상향 조정되었다. 국가적으로 중요한 일에 대한 인식도 떨어졌다. 전쟁 마지막 해에 성직자 징병에 대한 지지가 있었지만, 제정되지는 않았다. 이 징병제는 1919년 중반까지 계속되었다.
아일랜드의 정치적 상황으로 인해, 징병제는 시행되지 않았으며, 그레이트브리튼(잉글랜드, 스코틀랜드, 웨일스)에서만 시행되었다.

### 제2차 세계대전 시기의 징병제

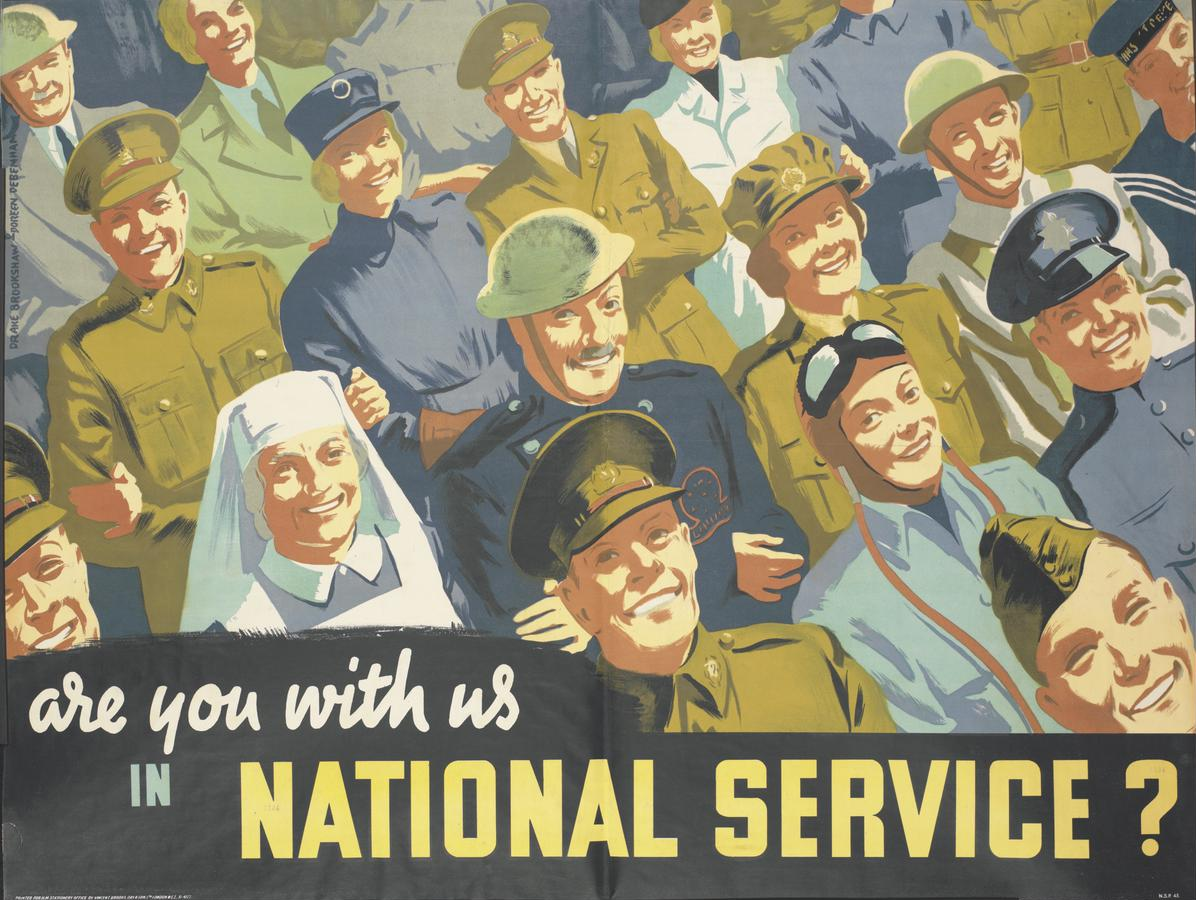
제2차 세계 대전 시기 영국의 국민복무(National service 포스터

제1차 세계대전 기간에 징병제의 근거가 된 병역법은 1920년에 폐지되었다. 그러나 국제 정세가 악화되고 나치 독일이 부상하자 1939년 4월 27일, 전쟁대신(en:Secretary of State for War) 레슬리 호레 벨리사(en:Leslie Hore-Belisha)는 네빌 체임벌린 내각에게 징병제를 도입하라고 설득했다.
군사훈련법(Military Training Act)은 다음 달에 통과되었다. 20세에서 22세 사이의 독신 남성들만 소집될 수 있었고, 그들은 정규군과 구별하기 위해 "민병대"로 알려져 있었다. 이러한 구별을 강조하기 위해, 각 남성에게는 제복과 함께 정장이 지급되었다. 첫 번째 입영이 현역 예비군으로 방출되기 전 6개월간의 기초 훈련을 받는다는 취지였다. 그들은 짧은 훈련 기간 동안 소환되어 연례 캠프에 참가하게 된다.
전쟁이 발발하자 1939년 9월 3일 군사 훈련법은 국민복무법(National Service Act)에 의해 압도되었다. 첫 번째 입영자는 군대에 흡수되었다. 이 법은 영국에 거주하는 18세에서 41세 사이의 모든 남성에게 징집 의무를 부과했다. 남성은 의학적인 사유로 불합격될 수 있으며, 중요한 산업이나 직업에 종사하는 사람들은 특정 연령대에 "예비"되어 그 일자리에 아무도 입대할 수 없었다. 예를 들어, 등대지기들은 18세에 "예비"를 받았다. 1943년부터 일부 징집병들은 영국 탄광에서 근무하게 되었고 "베빈 보이즈(en:Bevin Boys)"로 알려지게 되었다. 양심적 병역거부자에 대해서도 재판부에 자신의 입장을 정당화하도록 한 조항이 마련돼 신청인을 다음 3가지 중 하나에 분류할 수 있는 권한을 갖게 됐다.
- 무조건 면제
- 특정 민간 업무(종종 농업, 임업 또는 보잘것없는 병원 업무)를 수행하는 것을 조건으로 하는 면제
- 전투복무 면제. 이는 병역거부자가 특별 창설된 비전투군단(en:Non-Combatant Corps)이나 영국 육군 의무군단(en:Royal Army Medical Corps)과 같은 비전투부대에서 복무해야 한다는 것을 의미한다.

1942년부터 18세에서 51세 사이의 모든 영국 신민 남성과 20세에서 30세 사이의 영국 여성은 소집 대상이었다. 여기에서 일부 예외는 아래와 같다.
- 영국 국외의 영국 신민들과 영국 내에 거주한 지 2년이 채 되지 않은 맨 섬 사람들
- 경찰, 의료 및 교도소 직원
- 북아일랜드인
- 재학생
- 대영 제국을 제외한 모든 영국 정부에 의해 고용된 사람
- 모든 교단의 성직자
- 맹인 또는 정신장애가 있는 사람
- 기혼여성
- 14세 이하의 자녀가 1명 이상 있는 여성. 여기에는 1941년 12월 18일 이전에 입양된 경우라면 합법적인 경우, 사생아인 경우, 의붓자녀인 경우, 입양된 자녀인 경우도 포함되었다.

임신한 여성은 면제되지 않았지만 실제로는 소집되지 않았다.
20세 미만의 남성은 처음에는 해외로 파견될 의무가 없었지만 1942년 이 면제는 폐지되었다. 사람들은 51세 이전에 소집되었지만 51세 생일이 되면 전쟁이 끝날 때까지 복무해야 했다. 전쟁 전에 퇴역, 사임, 해고를 당한 사람들은 51세가 되지 않았다면 다시 소집되기 쉬웠다.
영국은 전후 징병제가 계속되었기 때문에 1945년에 완전히 해산하지 않았다. 이미 군대에 있는 사람들은 복무 기간과 연령에 따라 결정되는 제대 등급이 주어졌다. 실제로 1945년 6월에 해방이 시작되었고, 1949년에 마지막으로 전시 징집병들이 제대했다. 그러나 긴급히 필요한 사람들, 특히 건축업에 종사하는 사람들은 1945년에 제대되었다. 모든 여성들은 전쟁이 끝나자 제대되었다.

### 1945년 이후

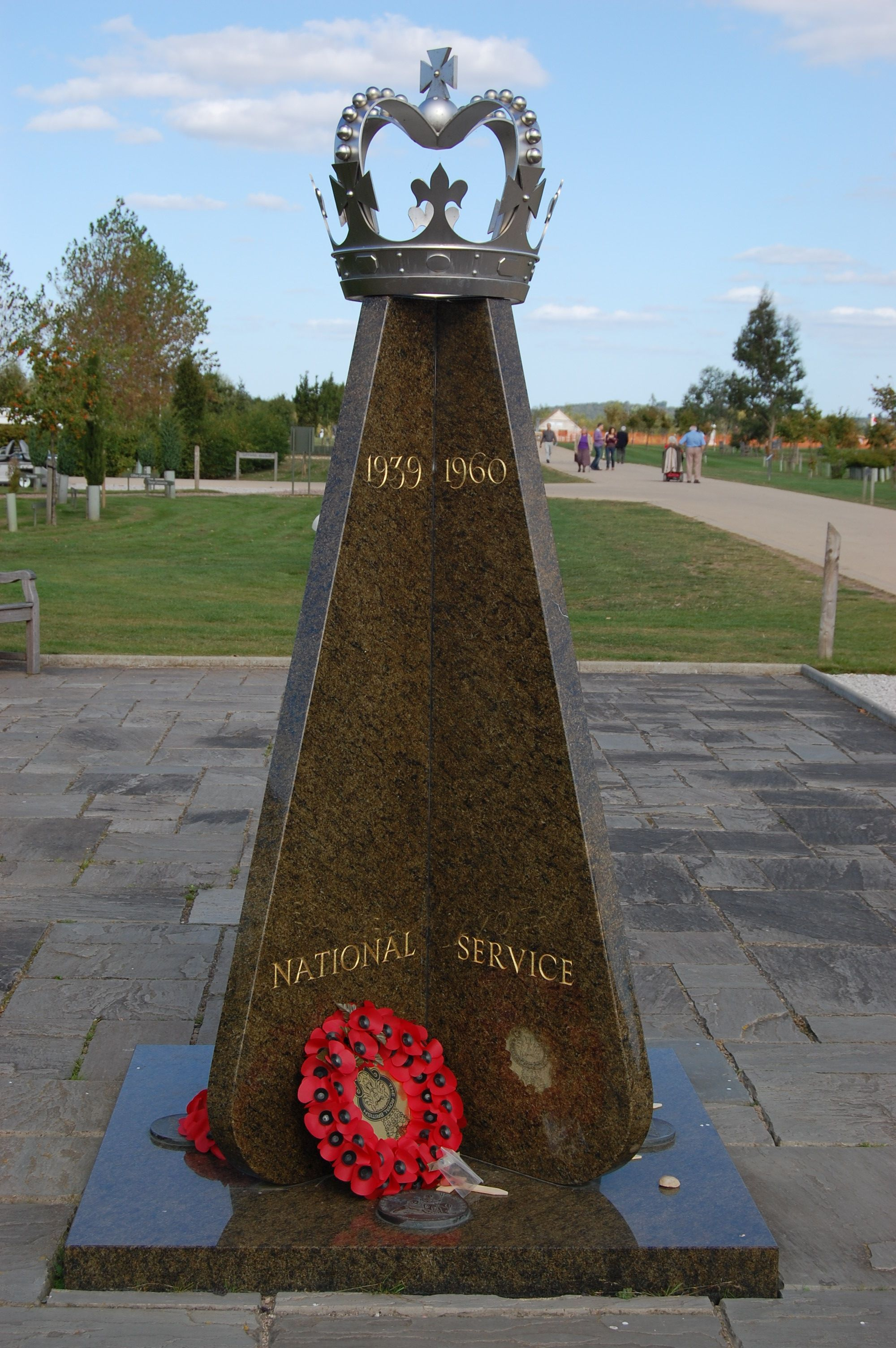
영국 국립기념수목원(:en:National Memorial Arboretum)에 있는 1939~1960 국민복무기념비

평시 징집으로서의 국민복무는 1948년 국민복무법(en:National Service Act 1948)에 의해 공식화되었다. 1949년 1월 1일부터, 17세부터 21세까지의 건강한 남성은 18개월 동안 군대에 복무해야 하며, 4년 동안 예비역 명단에 남아 있어야 한다. 그들은 이 4년 동안 최대 20일 동안 3번 이상 그들의 부대로 소환될 수 있었다. 남성은 탄광, 영농, 상선 등 3대 '필수 서비스' 중 한 곳에서 8년간 근무하면 국가 복무가 면제됐다. 만약 그들이 일찍 그만두면, 그들은 소집될 수 있었다. 양심적 병역거부자에 대해서는 재판제도와 범주가 동일한 면제가 계속됐다.
1950년 10월, 영국의 한국 전쟁 개입으로 복무 기간이 2년으로 연장되었고, 이에 대한 보상으로 예비역 기간은 6개월 단축되었다. 전도유망한 국민복무자들이 장교로 임관할 수도 있다. 국민복무자들은 말레이시아 비상사태, 키프로스 비상사태(en:Cyprus Emergency), 케냐에서 발생한 마우 마우 봉기에 참전했으며, 글로스터셔 연대의 징집병은 한국 전쟁의 임진강 전투에 참전했다. 이밖에도 국민복무 복무자는 제2차 중동 전쟁에도 투입되었다.
국민복무는 1957년부터 서서히 종료되었다. 1939년 10월 1일 이후 출생자는 의무화하지 않기로 결정되었지만, 어떤 이유로든 소집이 지연된 조기 출생자에 대해서는 징병제가 계속되었다. 1960년 12월 31일 소집이 공식적으로 종료됨에 따라 1960년 11월 마지막 징집병들이 복무하기 시작했고, 1963년 5월 마지막 징집병들이 군대를 떠났다.
현재 영국 징집 대상은 영국 왕실(왕자, 공주, 황태자, 황태녀 등 왕실의 구성원들만 해당된다.)에 한해서만 영국 왕실의 규칙에 의해서 장교의 신분으로 남군 여군 모두 왕실 규칙에 따라서 영국 국민들을 대표해서 영국군에 장교의 신분으로 징집된다.

## 대중 문화의 영국 병역제도

### 영화 및 텔레비전
다음 작품들은 영국 징병제와 관련된 내용을 담고 있다.
- Queen and Country (2014) Character undergoes National Service training prior to Korean War.
- Privates (2013) Mini-series about soldiers at an Army base.
- Father Brown, Series 3, The Sign of the Broken Sword. (2013) Crime-drama set on a 1950s Army base.
- Bad Lads Army (2002–2006) Reality TV series.
- The Krays (1990) Barrack room scene.
- Stand Up, Virgin Soldiers (1977) Based on the novel of the same name.
- Get Some In! (1975–1978) TV sitcom set in an RAF base.
- Chips with Everything (1975) BBC remake of the 1963 production of the same name, it relates to the RAF.
- Monty Python's Flying Circus (1970). The Piranha Brothers were said to be "found by an Army Board as too unstable even for National Service."
- The Virgin Soldiers (1969) Based on the novel of the same name.
- Chips with Everything (1963) BBC production based on the play of the same name, it relates to the RAF.
- Idol on Parade (1959) Character undergoes two years National Service.
- Carry On Sergeant (1958) Comedy.
- The Army Game (1957–1961) TV sitcom contemporary with National Service.
- Private's Progress (1956) Film.
- Down Among the Z Men (1952) Featuring The Goon Show comics.
- The Way Ahead (1944) Film follows a group of men called up to fight for the British Army in North Africa.
- Lipstick on Your Collar (1993) TV series by Dennis Potter featuring National Servicemen working as Russian translators at the time of the Suez Crisis

### 문학
- Baxter, D; Two Years to Do, 1954. – Memoir.
- Camp, W; Idol on Parade, 1958. Fiction.
- Sillitoe, A; Saturday Night and Sunday Morning, 1958. Fiction.
- Ions, E; Call to Arms: Interlude with the Military, 1972. – Memoir.
- Lodge, D; Ginger, You're Barmy, 1962. – Fiction.
- Thomas, L; The Virgin Soldiers, 1966. – Fiction.
- Thomas, L; Stand Up, Virgin Soldiers, 1975. Fiction.
- Weston, P; A Stranger to Khaki: Memoir of a National Service Officer, 1997.
- Johnson BS; All Bull: The National Servicemen, 1973 - Accounts by servicemen.
- Hickman, Tom; The Call Up: A History Of National Service, 2005.
- Royle, Trevor; National Service: The Best Years Of Their Lives, 2002. Accounts by servicemen.

## 같이 보기
- 병역
- 영국군